# Kumple (film 2003)
Kumple (norw. Buddy) – norweski komediodramat z 2003 roku w reżyserii Mortena Tylduma. Film opowiada o trzech przyjaciołach, których życie zmienia się, gdy do telewizji trafia taśma z nagranymi przez jednego z nich scenami ich codzienności. Zdjęcia kręcono w Oslo.

## Obsada
- Dagrun Anholt: Irene
- Cecilie Aspenes: Mette
- Anna Bache-Wiig: Line
- Håvard Bakke: Dag
- Nicolai Cleve Broch: Kristoffer
- Janne Formoe: Elisabeth
- Henrik Giaever: Martin
- Niklas Gundersen: Steinar
- Kim Haugen: Karsten
- Aksel Hennie: Geir
- Anders Baasmo Kristiansen: Stig Inge Otnes
- Eivind Sander: Anders
- Edward Schultheiss: Frode
- Christian Skolmen: Nikolai
- Arild Svensgam: Kare
- Pia Tjelta: Henriette

## Opis filmu
Główny bohater, Kristoffer, to młody Norweg, zarabiający na życie wieszaniem tablic reklamowych. W wolnym czasie tworzy własny wideopamiętnik, ukazujący życie jego współlokatorów: cierpiącego na agorafobię Stiga Inge i szalonego Geira. Pewnego dnia kaseta z nagraniem przypadkowo trafia w ręce znanego producenta filmowego. Tan proponuje Kristofferowi współpracę i wkrótce telewidzowie poznają sekrety przyjaciół...

## Nagrody
- 2004 – 2 nagrody Amanda w kategoriach Najlepszy Film i Najlepszy Aktor (Anders Baasmo Christiansen)
- 2004 – Nagroda Publiczności najlepszy film zagraniczny Festiwal Lato Filmów
- 2003 – Morten Tyldum Nagroda Publiczności MFF-Karlove Vary
- 2003 – Morten Tyldum Nagroda Publiczności Warszawski Międzynarodowy Festiwal Filmowy